# 半日花
半日花（学名：Helianthemum songaricum）是半日花科半日花屬下的一種植物，是中亚地区特有的一种古老的第三纪孑遗植物。通常生长在海拔较高的荒漠地带。在中国被列为国家二级保护植物。

## 分布
分布於中國新疆、甘肃河西、内蒙古（伊克昭盟西部）等省分，亦分布於中亞。